# Gelu Radu
Gelu Radu (ur. 3 listopada 1957 w Adjudzie) – rumuński sztangista.
Dwukrotny olimpijczyk (1980, 1984), srebrny medalista olimpijski (1984), dwukrotny medalista mistrzostw świata (1983, 1984) oraz medalista mistrzostw Europy (1983) w podnoszeniu ciężarów, w wadze piórkowej (do 60 kg).

## Osiągnięcia

### Letnie igrzyska olimpijskie
- Moskwa 1980 – 8. miejsce (waga piórkowa)
- Los Angeles 1984 –  srebrny medal (waga piórkowa)

### Mistrzostwa świata
- Moskwa 1980 – 8. miejsce (waga piórkowa) – mistrzostwa rozegrano w ramach zawodów olimpijskich
- Moskwa 1983 –  brązowy medal (waga piórkowa)
- Los Angeles 1984 –  srebrny medal (waga piórkowa) – mistrzostwa rozegrano w ramach zawodów olimpijskich

### Mistrzostwa Europy
- Moskwa 1983 –  brązowy medal (waga piórkowa)